# Auじぶん銀行
auじぶん銀行株式会社（エーユーじぶんぎんこう、英語: au Jibun Bank Corporation）は、新たな形態の銀行に分類される銀行（ネット銀行）。2020年2月9日に「株式会社じぶん銀行」から商号変更した。
2025年1月末に、auフィナンシャルホールディングスが、三菱UFJ銀行の持ち分の株を全て取得し、auフィナンシャルホールディングスの完全子会社となった（従来出資を行っていた三菱UFJフィナンシャル・グループとの協業は引き続き維持される）。

## 概要
旧東京三菱銀行と旧UFJ銀行が2004年の経営統合発表時から進めていたプロジェクトであり、三菱UFJ銀行のリテールネット戦略の一環として位置づけられる。三菱東京UFJ銀行の中井雅人の指揮の下、構想に3年、準備に2年をかけて実現した。
2006年5月25日に、「モバイルネットバンク設立調査株式会社（Mobile Net Bank Establishment Investigation Corporation）」を準備会社として設立。代表取締役社長に三菱東京UFJ銀行の宮島隆生（旧三菱銀行出身）、同副社長にKDDIから寺崎賢一（旧三和銀行出身）が就任した。
2008年6月9日に銀行業免許予備審査が終了し、商号を「株式会社じぶん銀行」に変更。商号の由来は、「携帯電話の中にある自分の銀行」というコンセプトのもと、「わたし銀行」「マイ銀行」といった候補の中から中井雅人社長（当時）が決定した。同6月17日に銀行業免許を取得（新たな形態の銀行に分類）し、同6月26日から営業を開始した。さらに同7月17日から顧客向けサービスをスタートした。
2008年11月にKDDIの提携カード「KDDI THE CARD」の提携関係を譲受し「auじぶんcard」に転換。また、2012年にはMUFG傘下のアコムが吸収していた消費者金融 キャッシュワン事業を会社分割により譲受し「じぶんローン」として新規展開するなど、出資母体が提供していた一部の金融サービスが移譲されている。
2014年5月12日に、KDDIと沖縄セルラー電話と連携し、au利用者に向けた口座特典プログラム「プレミアムバンク for au」を発表した。同年5月21日から、サービス提供を順次開始している。また、2015年6月14日より、「じぶん銀行スマートフォンアプリ」にてインターネットバンキングによる不正送金被害を防止するための新しい認証サービス「スマホ認証サービス」の提供を開始している。
なお、2019年4月1日にKDDI側の持株会社が同年4月に設立される「auフィナンシャルホールディングス株式会社」に変更となり、2020年2月9日に商号を「auじぶん銀行株式会社」と変更した。

## 沿革
- 2006年5月25日 - モバイルネットバンク設立調査株式会社として設立。
- 2007年2月 - 宮島隆生に代わり、三菱東京UFJ銀行の中井雅人が代表取締役社長に就任。
- 2008年
  - 6月9日 - 銀行業営業免許予備審査終了。株式会社じぶん銀行に商号変更。
  - 6月17日 - 銀行業営業免許取得。公式ウェブサイトを公開。
  - 6月26日 - 開業。
  - 7月17日 - 顧客向けサービスを開始。同時に、三菱東京UFJ銀行、セブン銀行、ゆうちょ銀行とATM提携を開始。
  - 11月10日 - 提携クレジットカード「auじぶんcard」発行開始（KDDI THE CARDはauじぶんcardへ移行）。
  - 12月2日 - アコムの信用保証によるカードローン商品「じぶんローン」を開始。
- 2009年
  - 2月19日 - カブドットコム証券（現・auカブコム証券）と提携し、同社証券取引口座への資金移動サービスを開始。
  - 4月23日 - 三菱東京UFJ銀行の戸原健夫（旧三菱銀行出身）が代表取締役社長に就任。
  - 5月21日 - 外貨預金の取扱いを開始。
  - 6月15日 - 医療保険・がん保険の取扱いを開始。
- 2010年
  - 2月22日 - 東日本旅客鉄道と提携し、モバイルSuicaのチャージを開始。
  - 5月23日 - 口座数が100万口座に到達。ネット専業銀行では最速。
  - 8月23日 - 本社・本店を東京都新宿区の新宿オークシティに移転。
  - 12月16日 - スマートフォン向けバンキングサービスを開始。
- 2011年
  - 3月22日 - イーネット、ローソン・エイティエム・ネットワークス（ローソンATM）とATM提携を開始。
  - 8月15日 - イー・アクセス（イー・モバイル）、ディズニー・モバイルおよびソフトバンクモバイル契約iPhone向けのサービスを開始。
  - 10月14日 - KDDI/沖縄セルラー電話契約のiPhone向けサービスを開始。
- 2012年
  - 5月12日 - アコムからキャッシュワン事業を分割譲受。
  - 12月19日 - 円仕組預金の取扱開始。
- 2013年
  - 6月10日 - 店頭外国為替証拠金取引「じぶん銀行FX」取扱開始。
  - 10月15日 - 外貨仕組預金の取扱開始。
- 2014年
  - 5月12日 - KDDIと沖縄セルラー電話と連携し、au利用者に向けた口座特典プログラム「プレミアムバンク for au」をプレスリリース。
  - 10月14日 - スイッチ円定期預金（円仕組預金）の取扱開始。
  - 10月27日 - KDDIフィナンシャルサービスが、じぶん銀行を所属銀行とし銀行代理業を開始。（円普通預金口座の媒介）
- 2015年
  - 4月27日 - 本社を東京都中央区日本橋の日本橋ダイヤビルディング14階に移転。
  - 6月15日 - トランザクション認証機能を銀行取引アプリに組込んだ「スマホ認証サービス」を提供開始。（邦銀初）
  - 9月12日 - 口座数が200万口座に到達。
  - 12月1日 - ネット完結「住宅ローン」の提供開始。（邦銀初）
- 2016年
  - 3月14日 - 高額当せんくじ「BIG」がもらえる「BIG付き定期預金」の提供開始。（邦銀初）
  - 7月20日 - すべての利用者に向けた口座特典プログラム「じぶんプラス」をプレスリリース。
  - 11月9日 - 「JRA馬券付き定期預金」の提供開始。（邦銀初）
- 2017年
  - 2月12日 - 「外貨自動積立」サービスの提供開始。
  - 2月15日 - KDDI直営店における銀行代理業（住宅ローン）の取扱開始。
  - 3月27日 - キャッシュカードを使わず、スマートフォンのみでATMで入出金できる「スマホATM」サービスを開始[10][11]。（邦銀初）
- 2018年
  - 3月11日 - AIを活用した外貨普通預金の自動積立を行うサービスの提供。（邦銀初）
  - 4月2日 - 口座数が300万口座に到達。
  - 4月5日 - 「au WALLET プリペイドカード」に残高不足分が即時チャージされる「リアルタイムチャージ」機能を追加。
- 2019年4月1日 - KDDIに第三者割当増資を行い同社の子会社となる[12]とともに、同社側の株主がauフィナンシャルホールディングスに変更[7]。
- 2020年
  - 2月9日 - 商号をauじぶん銀行株式会社（英名: au Jibun Bank Corporation）に変更[7][8]。
  - 8月24日 - ローソン銀行 ATM でのスマホ ATM サービス開始[13][14]。
- 2023年5月1日 - フィッシングによる不正送金被害が相次いでいるとして、1日あたりの振込限度額を引き下げると共に、モアタイム時間帯の即時振込を取り止めた[15]。
- 2024年11月13日 - イオン銀行とATM提携を開始[16]。
- 2025年1月31日 - auフィナンシャルホールディングスが、三菱UFJ銀行が保持するauじぶん銀行の株式22%を取得、同社の完全子会社となる予定[4]。

## サービスの概要
2008年秋冬モデル以降のau携帯電話には一部の機種を除き、口座管理用のEZアプリである「じぶん通帳（アプリ）」がプリインストールされている。「じぶん通帳（アプリ）」では、基本的なモバイルバンキング取引の他、電子マネー「Edy」をチャージすることが可能。プリインストールされていないau機種や他キャリア機種（iアプリ・S!アプリ）ではじぶん銀行のモバイルサイトからアプリをダウンロードすることで利用できる。
ケータイバンキング、パソコンバンキングによるじぶん銀行宛および三菱UFJ銀行宛と他行の銀行宛の振込手数料はすべて無料。また、携帯電話番号だけで振込ができる「ケータイ番号振込」サービスがある。ケータイバンキングが利用可能な端末であれば可能。ただし、スマートフォン向けじぶん通帳経由を含むスマートフォンアプリではパソコンバンキングの扱いとされるため利用不可。
出資母体の三菱UFJ銀行およびKDDI株式会社それぞれが、じぶん銀行を所属とする銀行代理店業者になり、じぶん銀行の新規口座開設の募集を行っている。KDDIでの新規口座開設は「じぶん通帳（アプリ）」を用いて本人確認書類をカメラ付き携帯電話で撮影・送信することで口座開設手続きが行える。

### 外貨預金
外貨預金に対応している通貨は以下のとおり。特に、中国元による外貨預金サービスは、邦銀としてはauじぶん銀行(当時はじぶん銀行)が初のサービス事業となっている。（2021年8月20日時点）
- アメリカ合衆国／米ドル
- 欧州／ユーロ
- オーストラリア連邦／豪ドル
- 中華人民共和国／中国元
- 韓国／ウォン
- ブラジル／レアル
- 南アフリカ／ランド
- ニュージーランド／NZドル

## プレミアムバンク for au
au利用者に向けて、2014年5月12日にプレスリリースされた新サービス。au IDを登録したユーザーに対し、①ATM利用手数料の無料化（回数制限なし）、②他行宛振込手数料の無料化（回数制限なし）、③プレミアムチャージ（「au WALLET」へのチャージ5%増額）などの口座特典を提供する。回数制限を設けない他行宛手数料の無料化は邦銀初の試み。特典内容は今後も拡充予定とされている。プレミアムチャージは2014年5月21日から同年12月31日まで提供。ATM利用手数料・他行宛振込手数料の無料化は2014年10月12日より実施。
①、②の口座特典は2016年11月12日をもって終了し、じぶんプラスへ移行した。③の口座特典は2016年11月30日をもって終了した。現在は、カードローンau限定割（auユーザー向け金利優遇）のみ継続している。

## じぶんプラス
すべての利用者に向けて、2016年7月20日にプレスリリースされた新サービス。すべてのユーザーに対し、①ATM利用手数料の無料化（ステージに応じて月2 - 11回（ただし、ゆうちょ銀行のみ月1回まで））、②他行宛振込手数料の無料化（ステージ3以上の利用者に対し、ステージに応じて月1 - 5回）などの口座特典を提供する。じぶんプラスは2016年11月13日より実施。また、2018年12月よりステージによる一部特典が改変され、ステージ4と5に関しては他行振り込みの回数が改善されたが、逆にステージ1に関してはATMでの入出金無料回数が無くなった。その後、ステージ1に関しても入金のみ月1回までは無料に変更されている。
2022年4月からはステージが4つ（レギュラー、シルバー、ゴールド、プレミアム）に再編され、下位ステージのレギュラーでも月2回は無料で入出金が出来るように改善され（これまで月一回のみだったゆうちょ銀行ATMでの無料利用回数制限も撤廃される）、各ステージに照らし合わせた取引利用回数に応じてPontaポイントも付与される。

## 店舗
ネット銀行のため、有人店舗は存在しない。

### 支店名
虹の7色にちなんだ支店名となっている。2021年8月15日より「虹のかかる場所」をテーマに5つの支店（そら支店、だいち支店、もり支店、みずうみ支店、かわ支店）を追加した。支店は口座開設時に自動的に割り当てられる。2010年1月9日以前は、申込時に選択が可能であった。（）内は本支店番号。
- 本店 （001）
- あか支店 （101）
- だいだい支店 （102）
- きいろ支店 （103）
- みどり支店 （104）
- あお支店 （105）
- あいいろ支店 （106）
- むらさき支店 （107）
- そら支店　（108）
- だいち支店　（109）
- もり支店　（110）
- みずうみ支店　（111）
- かわ支店　（112）
- じぶんローン支店 （130）

## 電子マネーチャージ
楽天Edyチャージはauのじぶん通帳（アプリ）からのみ可能となっており、他のキャリアでは不可。下限はアプリのバージョンによって異なり、ver1.1が5,000円、ver2.0からは3,000円となっている。上限は25,000円であり、その範囲内で1円単位でチャージが可能。手数料は無料である。
スマートフォンの「じぶん銀行アプリ」では、「楽天Edyチャージ」のチャージに対応している。いずれもおサイフケータイが搭載されているAndroid端末のみでauの他にドコモとソフトバンクのAndroid端末にも対応している。なお以前は「モバイルSuica」への銀行チャージにも対応していたが、2019年9月25日午前0時をもってサービスを終了した。

## イメージキャラクター
auじぶん銀行の初代イメージキャラクターに、女優の今泉佑唯を起用していた。2021年度のイメージキャラクターには、女優の水原希子を起用している

## 参考資料
- KDDI発表資料
  - KDDIと三菱東京UFJ銀行とのモバイルネット金融事業での戦略提携について
  - KDDIと三菱東京UFJ銀行とのモバイルネット金融事業について
  - 銀行免許の予備審査終了と「株式会社じぶん銀行」への商号変更について
  - 銀行営業免許取得のお知らせ
- 三菱UFJ銀行（旧：三菱東京UFJ銀行）発表資料
  - KDDIと三菱東京UFJ銀行とのモバイルネット金融事業での戦略提携について (PDF) 
  - KDDIと三菱東京UFJ銀行とのモバイルネット金融事業について (PDF) 
  - 銀行免許の予備審査終了と「株式会社じぶん銀行」への商号変更について (PDF)